# Vlastimil Moravec
Vlastimil Moravec (7 de maio de 1949 — 15 de abril de 1986) foi um ciclista olímpico tchecoslovaco. Representou sua nação nos Jogos Olímpicos: Munique 1972 e Montreal 1976.